# Maria Terwiel
Pour les articles homonymes, voir Terwiel.
Maria Terwiel, née le 7 juin 1910 à Boppard et exécutée le 5 août 1943 à Berlin-Plötzensee, est une résistante allemande au nazisme, membre de l'Orchestre rouge.

## Biographie

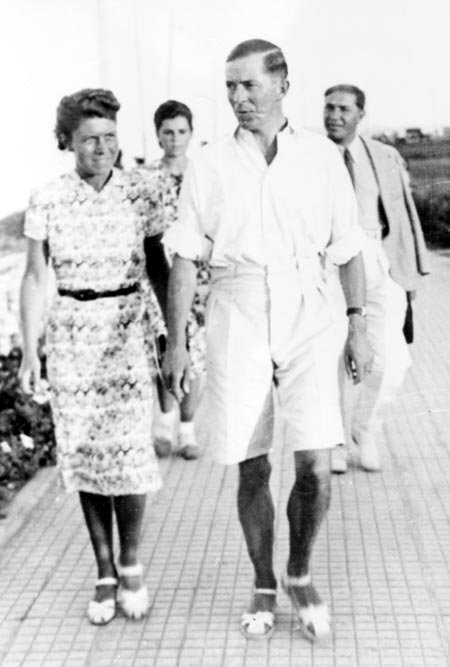
Maria Terwiel et Helmut Himpel.

### Jeunesse et formation
Maria (ou Rosemarie) Terwiel est née le 7 juin 1910 à Boppard am Rhein. Son père, Johannes Terwiel est catholique et social-démocrate et sa mère Rosa Terwiel est juive, convertie au catholicisme. Les enfants de la famille sont élevés dans la religion catholique. Maria Terwiel fréquente le lycée de Szczecin, où son père est un haut fonctionnaire dans le gouvernement de Poméranie. Après avoir obtenu son Abitur en 1931, Maria Terwiel étudie le droit à Fribourg-en-Brisgau et Munich. Au cours de ses études, elle fait la connaissance d'Helmut Himpel (de), un étudiant en médecine dentaire,.
Avec l'arrivée au pouvoir des nazis, la père de Maria Terwiel perd son emploi en raison de son appartenance au Parti social-démocrate, il est contraint à la retraite pour « manque de fiabilité politique ». Elle-même est considérée comme « demi-juive (en) » (Halbjüdin) en vertu des lois de Nuremberg, bien que sa mère soit catholique depuis 1909, ce qui limite ses perspectives d'avenir : pour se présenter à l'examen en 1934, elle doit justifier d'une « l’ascendance aryenne » et ne pourra pas obtenir d'emploi d'enseignante après ses études,,. Après avoir arrêté ses études et abandonné sa thèse de doctorat, elle retourne dans sa famille, qui demeure désormais à Berlin. Elle devient secrétaire dans une société suisse de textile,.

### Résistance au nazisme
Pour les mêmes raisons raciales, elle n'est pas autorisée à épouser son fiancé Helmut Himpel, fervent protestant. Ils vivent cependant ensemble à Berlin à partir de 1940 et s'engagent dans des actions de solidarité. Ils aident des Juifs à se cacher, à qui ils fournissent des cartes d'identité et de la nourriture. Helmut Himpel soigne aussi des patients juifs à son cabinet, malgré l'interdiction,.
Ils font la connaissance de Harro Schulze-Boysen et de John Graudenz et participent aux actions de leur groupe de résistance, que la Gestapo appellera plus tard l'Orchestre rouge. Maria Terwiel copie des tracts sur sa machine à écrire en des centaines d'exemplaires, notamment les sermons de l'évêque Galen contre le meurtre des personnes handicapées et le tract intitulé Die Sorge um Deutschlands Zukunft geht durch das Volk (Le souci de l'avenir de l'Allemagne passe par le peuple) en janvier 1942 qui est distribué aux journalistes et diplomates étrangers travaillant à Berlin,.
Maria Terwiel participe avec Fritz Thiel (de) à la campagne de collage organisée les 17 et 18 mai 1942 pour protester contre l'exposition de propagande du parti national-socialiste, « Le paradis soviétique » au Lustgarten de Berlin. Ils collent des affichettes avec l'inscription « Exposition permanente – Le paradis nazi – La faim, les mensonges, la Gestapo – combien de temps encore ? » un peu partout dans la ville.

### Arrestation et exécution
Dans la foulée des arrestations de nombreux membres du réseau Orchestre rouge à partir de la fin août 1942, Maria Terwiel est arrêtée dans son appartement de la Lietzenburger Straße 72 par la Gestapo, le 17 septembre 1942. Elle est condamnée à mort le 26 janvier 1943 par le Reichskriegsgericht (Cour martiale du Reich) pour « préparation d’une opération de trahison » et « faveur de l’ennemi ».
Du 30 mars au 3 mai, elle est incarcérée dans la prison pour femmes de la Kantstraße 79 (de), puis transférée à l'hôpital de la prison de Moabit. Son recours en grâce est rejeté par Adolf Hitler en personne le 21 juillet 1943. Elle est exécutée par guillotine à la prison de Plötzensee, à Berlin le 5 août 1943,,. Le même jour, Adam Kuckhoff, Oda Schottmüller, Rose Schlösinger, Hilde Coppi, Ursula Goetze, Liane Berkowitz, Anna Krauss (en), Cato Bontjes van Beek, Stanislaus Werolek, Emil Hübner (de), Klara Schnabel et Eva-Maria Buch sont exécutées. Tous appartiennent au cercle Harnack-Schulze-Boysen
Helmut Himpel est exécuté le 13 mai 1943.

## Hommages
- Un Stolperstein est placé au domicile du couple, à Berlin-Charlottenburg, Lietzenburger Strasse, no 72, le 13 mars 2012[3].
- Une rue de sa ville natale, Boppard, porte le nom de Maria-Terwiel Strasse et une plaque commémorative est apposée sur sa maison natale[4].
- Plusieurs autres villes ont nommé des rues au nom de Maria Terwiel : Lunebourg, Karlsruhe, Leverkusen, Hambourg et Rheinberg.
- Près du lieu d'exécution un chemin porte son nom, Terwielsteig[7].
- Une pierre commémorative dans la cour de l'Université Humboldt à Berlin-Mitte commémore douze résistants morts dans la lutte contre le fascisme hitlérien, parmi eux figure le nom de Rosemarie Terwiel[8].
- En novembre 2022, elle fait partie, avec d'autres résistants chrétiens de l'exposition Märtyrer – christliche Gewaltopfer der NS-Zeit (Martyrs - victimes chrétiennes de la violence de l'ère nazie) organisée par le parlement du Land de Rhénanie du Nord-Westphalie[9].

## Sources
- (en) Cet article est partiellement ou en totalité issu de l’article de Wikipédia en anglais intitulé « Maria Terwiel » (voir la liste des auteurs).

1. 1 2 3 4 5  (de) Jürgen Meyer-Wilmes, « Erzbistum Berlin: Maria Terwiel », sur www.erzbistumberlin.de (consulté le 1er octobre 2023).
2. 1 2 3 4  (de) « Marie Terwiel - Biografie », sur Gedenkstätte Deutscher Widerstand (consulté le 1er octobre 2023).
3. 1 2 3 4 5 6  « Maria Terwiel | Stolpersteine in Berlin », sur www.stolpersteine-berlin.de (consulté le 2 octobre 2023).
4. 1 2 3 4  « 012. Maria Terwiel (Mitglied der „Roten Kapelle“ aus Boppard) », sur mahnmalkoblenz.de (consulté le 4 octobre 2023).
5. ↑  (en) Norman Ohler, The Bohemians: The Lovers Who Led Germany's Resistance Against the Nazis, Houghton Mifflin Harcourt, 2020 (ISBN 978-1-328-56630-0, lire en ligne).
6. ↑  « Museum Lichtenberg im Stadthaus - Hilde Coppi und Ursula Goetze », sur www.museum-lichtenberg.de (consulté le 2 octobre 2023).
7. ↑  (de) kaupertmedia, « Terwielsteig 1-8 in Berlin - KAUPERTS », sur berlin.kauperts.de (consulté le 2 octobre 2023).
8. ↑  « Die Berliner Universität und die NS-Zeit », sur web.archive.org, 2 février 2007 (consulté le 2 octobre 2023).
9. ↑  (de) « NRW-Landtag zeigt Christen im Widerstand gegen NS-Diktatur », sur domradio.de, 9 novembre 2022 (consulté le 2 octobre 2023).